# Grad Vuzenica
Grad Vuzenica (nemško Saldenhofen)  ali »Pistrov grad«, kot se je imenoval po svojem zadnjem lastniku, se je nahajal na vzpetini nad trškim naseljem Vuzenica, od katerega so ostali neznatni sledovi in sicer nekaj obzidja ter razvaljeni renesančni obrambni stolpič.

## Zgodovina
Grad naj bi okoli leta 1210, vsekakor pa pred 1238, zgradil Kolon I. Vuzeniški oziroma Žalemski (Kolon iz Žalma (Saldenheima) pri Celovcu, kot se je imenoval do takrat, iz rodu Trušenjskih. Bil je sin grofice Matilde, katere drugi mož je bil Henrik Trušenjski.  Pod njim pa se je začelo razvijati naselje obrtnikov in rokodelcev; kraj je bil sedež prafare. Posredno lahko sklepamo o obstoju gradu ob omembi viteza  Pillung imenovanega po vuzeniškem gradu (Pillungus miles de Saldenhouen).  Leta 1288 naletimo na neposredno omembo gradu kot »hvs an deme purkperge ze Seldenhoven«. Fevdalni gospodar so bili Spanheimi, kasneje pa so ta fevd podarili Šentpavelskemu benediktinskemu samostanu. Novi trg je ustanovil Kolon III. Vuzeniški okoli leta 1280 nad grajskim gričem in Dravo ter mu pred letom 1288 priskrbel trške pravice z nižjim sodstvom. 1359 se prvič izrecno omenjata vuzeniški grad in stolp nad njim (die vest Saeldenhofen vnd der turn, der darob leyt), ki je verjetno imel funkcijo »propugnaculuma«. V tem času je bil tu župnik Veriand Vuzeniški, ki je pozneje postal opat šentpavelskega samostana. Leta 1359 je dobila gospoščina tudi svoje deželno sodišče. 
Vuzeniški gospodje so bili politično in vojaško precej pomembni in aktivni. Kolon II. se omenja v listini iz 1248. Kolon III. Vuzeniški se je leta 1278 na cesarjevi strani – skupaj z Žovneškim - udeleži bitke med cesarjem Rudolfom Habsburškim proti češkemu kralju Otokarju. Temu Kolonu, katerega brat je opravljal funkcijo štajerskega deželnega glavarja, je krški škof leta 1285 dal v fevd grad Trušnje. Kolon VIII. je bil glavar Pordenonski in štajerski deželni glavar (1363-1367). Leta 1359 je Kolon V. zadnji Vuzeniški in zadnji Trušenjski, obljubil Glineškemu z medsebojno dedno pogodbo vuzeniški grad in stolp nad njim ter trg z vsemi pritiklinami kot svojo pravo svobodno posest. Vendar pa je bila Kolonova »svobodna posest« očitno sporna, saj si je grad lastil kot vrhovni fevdni lastnik tudi šentpavelski samostan. Samostan je namreč obljubil vojvodi Rudolfu IV. in njegovim dedičem grad Vuzenico kot posest, ki jo je imel Kolon od samostana v najemu.
Leta 1366 je Kolo VIII.  Vuzeniški (Chollo von Saldenhofen), deželni glavar Štajerske,  ki je zašel v ogromne dolgove, grad in gospostvo predal svojima stricema grofoma Ulriku in Hermanu Celjskima. 
Po smrti Kolona VIII. leta 1374 se je leta 1376 Viljem iz Glaneka poravnal s Celjskimi grofi in Wolfgangom von Walsee glede svojih zahtevkov do gradu in gospostva za kompenzacijo pri Trušenjskih uradih na Štajerskem. Naslednjega leta pa sta bratranca Wofgang in Ulrik von Walsee prodala svoj delež stricem Celjskim grofom, ki so posest dokončno prevzeli. Celjski upravnik gradu in gospoščine je postal Hans Liechtenstein Nikolsburg, ki je med 1374 in 1378 prevzemal deželnoknežje in šentpavelske fevde, navadno vezane na Vuzenico. Zadnji celjski oskrbnik je bil Wolfgang Schrampf.  Vendar pa so Celjski Vuzenico še priznavali za šentpavelski fevd, ne pa več njihovi nasledniki Habsburžani, ki so se je 1456 polastili, kljub temu, da sta Friderik in sin Ulrik Celjska 1451 gospoščino Vuzenica skupaj s trgom in grajsko mitnico predala bratoma Wolfgangu in Reinbrechtu von Walsee.
Habsburžani so grad upravljali z oskrbniki (grad grof). Cesar Friderik  ga je že 1457 dal v oskrbo Frideriku Verlu, leto kasneje Gebhard Puescher za dobo treh let. Deželnoknežji oskrbnik med letoma 1463 in 1480 je bil Ulrik Ivniški, nasledil ga je Lenart Prežinski - Presinger. Leta 1489 je bil cesarski upravitelj na gradu Benedikt Satel, po njegovi smrti leta 1497 je prevzel mesto Krištof Steinacher, a že naslednje leto je cesar podelil grad Wolfgangu Grabenskemu. Na ukaz kralja Maksimilijana I. je bil leta 1498 grad uničen. Leta 1509 ga je dobil v zastavo Žiga Ivniški (Eibiswalder), upravnik tudi na Ivniku, za posojilo, ki ga dal cesarju za nakup gospostva Weinburg.  Leta 1515 je cesar Maksimilijan Žigi Ivniškemu na tem gospostvu odpisal 1000 renskih fl. za njegovo udeležbo v vojni z Benečani v Furlaniji.  Ivniški gospodje so ostali v posesti gradu do 1568. 
Leta 1515 je vojskovodja deželnih stanov Jurij Herberstein  pri Vuzenici razgnal tam zbrane čete kmečkih puntarjev, leta 1532 pa so po okolici Vuzenice pustošila turška krdela.
Leta 1570 so grad in gospostvo dobili  v zastavo baroni Krištof von Kollnitz in njegova dva sinova doživljenjsko, če ga v 15 letih dvorna komora nebi izplačala. Leta 1586 je posest kupil v polno last baron Lenart, zadnji iz rodu Kollnitzov, ki ni imel potomcev po moški liniji in je že naslednje leto umrl. Lenart, ki je umrl 1587 je v ime vzel tudi »Vuzeniški« in je bil nosilec visokih položajev na Koroškem (vrhovni dedni deželni lovski mojster, svetnik in komornik nadvojvode Karla Avstrijskega. 
Vuzeniški grad s pritiklinami je nato kupil Matija Amman pl. Ammansegg.  Ammani so gospodovali na gradu do ok. 1646, ko ga je Ana Regina, vdova po Žigi Frideriku Ammanu, prinesla v zakon najprej svojemu drugemu možu Frideriku Caraduziju in nato 1656 svojemu tretjemu možu Hansu Karlu Kemetarju, ki je bil zadnji grajski lastnik vuzeniške gospoščine. Ta je vso svojo posest 1663 prodal konventu samostana dominikank v Radljah (Marenbergu). Ob koncu 17. stoletja je bil grad še povsem ohranjen. 1782 je bil marenberški samostan razpuščen, grad pa je prešel v roke verskega sklada. Med poznejšimi zasebnimi lastniki se omenjajo Edvard Maggi, Feliks Schmitt in 1881 Karel Fritscher. Nadalje so imeli v posesti gospostvo z gradom Wildensteini, Auffensteini, Hofmann, Attems in Jabornigg.
Grad je začel propadati po letu 1782 in ni bil več naseljen razen grajskega stolpiča. Zadnji lastnik propadajočega gradu je bil Oskar von Pistor, slikar in portretist. Do leta 1972 je v grajskem renesančnem stolpiču živela družina Otokarja Pistorja, sina Oskarja pl. Pistorja, akademskega slikarja, ki se je poročil z domačinko Ano Verdnik.